# Latin Császárság
A Latin Császárság (latin nevén Romania) egy középkori állam volt, melyet a negyedik keresztes hadjárat során hozták létre a keresztes lovagok 1204 márciusában. A Konstantinápoly központú, római katolikus keresztes állam a görög és ortodox Bizánci Birodalmat volt hivatott helyettesíteni, miközben önmagát éppúgy a Római Birodalommal azonosította. Első császára VIII. Balduin flandriai gróf lett 1204. május 16-án. Létrejötte a Velencei Köztársaság terve is volt, amelyet saját jóléte motivált.
A negyedik keresztes hadjárat eredeti célja a muszlimok által uralt Jeruzsálem visszafoglalása volt, csakhogy különféle gazdasági és politikai okok miatt a sereg sosem jutott el odáig, hanem helyette megostromolták Konstantinápolyt, majd brutálisan kifosztották. Tették ezt azért, mert IV. Alexiosz bizánci császár katonai és főleg pénzügyi segítséget ígért nekik saját hatalma bebiztosítása érdekében, amit aztán végül nem adott meg nekik.
A fosztogatás után saját császárt választottak maguk közül, Flandriai Balduin személyében, a Bizánci Birodalom helyére a Latin Császárságot állították, amelynek területén több vazallus államot is alapítottak. Emellett a főként a Laszkarisz és Komnénosz családok tagjai által alapított bizánci maradványállamok is létrejöttek, akik a korábbi Angelosz-uralkodóházzal álltak rokoni kapcsolatban. 1224-1242 között a Komnénosz Dukász család Thesszalonikiből intézett kihívást a latin állammal szemben.
A keresztesek és Velence által irányított Latin Császárság kezdettől fogva magának követelte a Bizánci Birodalom összes területét, azonban ezeket csak részben sikerült megszereznie (ráadásul a feudális rendszerből adódóan ezek is nagyrészt szinte független hűbérurak vezetése alá kerültek, mint a Thesszalonikéi Királyság, az Akháj Fejedelemség és az Athéni Hercegség), több helyen görög utódállamok jöttek létre (a Balkánon az Epiruszi Despotátus, Anatóliában pedig a Nikaiai és a Trapezunti Császárság). Emellett a zűrzavaros helyzetet a bolgárok is kihasználták, és erős birodalmat hoztak létre.
Balduin és utódai hősiesen harcoltak, ennek ellenére 1261. július 25-én a Nikaiai Császárság uralkodója, Palaiologosz Mihály elfoglalta Konstantinápolyt, és VIII. Mikhaél néven bizánci császárrá nyilvánította magát. II. Balduin, az utolsó latin császár utódai még sokáig követelték maguknak a címet, ami azonban teljesen kiüresedett.
Ahogy a Bizánci Birodalom, úgy a Latin Császárság sem egy korabeli kifejezés. A bizánciak az államot Frankokrácia vagy Latinokrácia névvel illették, a latin császárok pedig sok nevet használtak rá: Konstantinápolyi Birodalom, Romania Birodalma, Rómaiak Birodalma. A pecséteken általában Romania szerepelt, ahogy a velencei dózse titulusai közt is ekként szerepelt. A "Romania" megnevezést, mint a "rómaiak földje", már a késő ókor óta használták a Római Birodalom neveként, majd később Bizánc esetében is. A "latin" jelző arra utalt, hogy a keresztesek római katolikusok voltak és a latin nyelvet használták, szemben a göröggel.

## Története
Konstantinápoly kifosztása után a keresztes hadak elhatározták, hogy felosztják a birodalmat. Az 1204. október 1-jén aláírt Partitio terrarum imperii Romaniae nevű okiratban a birodalom 3/8 részét, melyben benne volt Kréta és más szigetek is, a Velencei Köztársaság kapta meg. A Latin Császárság uralma az alábbi területekre terjedt ki:
- Görögország mai területe, illetve az azon fekvő hűbérállamok
  - Thesszalonikéi Királyság
  - Akháj Fejedelemség
  - Athéni Hercegség
  - Náxoszi Hercegség
- a rövid életű Philippopoliszi Hercegség Trákia északi részén

További hercegségeket terveztek létrehozni Kis-Ázsia (Asia Minor) területén, Nikaiában, Nikomédiában, Filadelfiában és Neokasztrában, melyekre végül nem került sor, a Nikaiai Császárság létrejötte miatt. Nikaiát sosem sikerült elfoglalni, a hercegi címre pályázó Blois Lajos 1205-ben meghalt. A nikomédiai hercegi címre aspiráló Thierry de Loost 1207-ben elfogták, és bár elengedték, elhagyta a Latin Császárságot. Nikomédia területét ugyan csak rövid ideig uralta Nikaia, de amint visszakerült a latinok kezére, birodalmi birtok maradt. Filadelfia sosem került császári uralom alá, azonban miután Flandriai Henrik császár legyőzte a helyi vezért, Teodor Mankapászt 1205-ben, hivatalosan is igényt formált rá. Neokasztra területén pedig a hercegség lényegében sosem szerveződött meg, mert felosztották azt a templomosok és más hűbéresek közt. Ebben az esetben a "hercegséget" mint kifejezést a klasszikus bizánci értelemben használták, a théma-rendszer alatt ugyanis az egyes thémákat mint közigazgatási egységeket uralták a hercegek.
A velencei dózse helyzete különleges volt a tekintetben, hogy nem vazallus volt, hanem a terület 3/8-ának közvetlen irányítója, ily módon közvetlen behatással volt az állam ügyeire. A Bizánci Birodalom területének jókora része rivális utódállamokhoz jutott, melyeket bizánci görög arisztokraták vezettek. Ilyen volt az Epiruszi Despotátus, a Nikaiai Császárság és a Trapezunti Császárság, melyekkel a Latin Császárság állandóan hadban állt.
1204. május 16-án megkoronázták I. Balduint, és ezzel előállt az a különös helyzet, hogy egyszerre öt olyan állam is létezett, amely magát a Római Birodalom közvetlen örökösének tartotta: a Latin Császárság, a Német-római Birodalom, az Epiruszi Despotátus, a Nikaiai Császárság, és a Trapezunti Császárság. Ezek közül egyik sem uralta Róma városát, amely a pápa fennhatósága alatt állt.

### Kis-ázsiai küzdelmek
A keresztesek kezdetben szép sikereket értek el Kis-Ázsiában. 1205-ben elfoglalták Bithünia jelentős részét. miután legyőzték I. Theodórosz nikaiai császár seregeit. 1207-ben kötöttek fegyverszünetet a felek, ezt követően 1211-ben csaptak újra össze, majd 1214-ben a nimfaioni szerződéssel Bithünia és Mysia jelentős része latin uralom alá került.
1222-ben aztán Nikaia elég erősnek érezte magát ahhoz, hogy visszavágjon, ugyanis a latinok erőit az európai hadszíntér kötötte le. 1224-ben a poemanenumi ütközetben le is győzték őket, Courtenay Róbert császárnak pedig le kellett mondania az összes kis-ázsiai területről, Nikomédia és a közvetlenül Konstantinápollyal szemben fekvő földterület kivételével. 1235-ig az összes szigetet is megszerezték maguknak.

### Európában
Ázsiával ellentétben, ahol csak az eleinte gyenge Nikaiával kellett szembenézniük, azonnal erős ellenfélre leltek Kaloján bolgár cár személyében. Miközben Balduin a bizánci urakkal harcolt Trákiában, azok őt hívták segítségül. 1205. április 14-én a hadrianopoliszi ütközetben a latin sereg színe-javát tönkreverték a bolgár-kun seregek, Balduint pedig fogságba ejtették (fogságban is halt meg abban az évben). 1207-ben Thesszaloniki ostrománál Kalojánt is megölték, így Balduin utódjának, Henriknek, lehetősége nyílt arra, hogy 1210-ig majdnem az összes területet visszaszerezze. Békét kötöttek, ennek fejében Henrik elvette feleségül Kaloján lányát, Máriát.
Ekkoriban az Epiruszi Despotátus, I. Mihály despota vezetésével elkezdte a birodalom vazallusait, Thesszalonikit és Athént fenyegetni. Henrik engedelmességet követelt, aminek Mihály eleget tett és lányát Henrik fivéréhez adta 1209-ben. Ez lehetőséget biztosított arra Henriknek, hogy leverje Makedóniában, Thesszáliában, és Közép-Görögországban a lázadó lombard urakat. Csakhogy Mihály megtámadta Thesszalonikit 1210-ben, ezért félbe kellett hagynia kampányát.
1214-ben Mihály meghalt, a helyére I. Theodórosz került, akinek eltökélt szándéka volt Thesszaloniki bevétele. 1216. július 11-én a várfalak javításának ellenőrzése közben Henrik balesetet szenvedett és meghalt, a helyére lépő Courtenay Pétert pedig Theodórosz elfogatta és kivégeztette. Konstantinápolyban régenstanács alakult Péter özvegyének, Flandriai Jolánta császárnőnek a vezetésével, akit aztán halála után 1219-ben fia, Courtenay Róbert követett. De ő nem tartózkodott az országban, mert francia birtokán uralkodott - a halálhírre indult csak el, hogy elfoglalja a trónt, addig először Conon de Béthune volt a régens, majd Giovanni Colonna bíboros. Róbertet 1221-ben koronázták császárrá. A Nikaiával kiújult háborúskodás, valamint III. Honóriusz pápa és II. Fülöp Ágost francia király elmaradó segítsége miatt végül 1224-ben Epirusz elfoglalta Thesszalonikit. Seregeik 1226-ra Trákiát is elfoglalták, és egészen Konstantinápoly falaiig jutottak. Csak az mentette meg a Latin Császárságot, hogy II. Iván Aszen bolgár cár rátámadt az epirusziakra, ezért 1228-ban békekötésre kényszerültek.

### A császárság bukása
Courtenay Róbert 1228-ban meghalt, így új régenstanács alakult, Brienne-i János vezetésével. Miután Epirusz megsemmisítő vereséget szenvedett a bolgároktól, ez a fenyegetés elhárult - nem úgy, mint Nikaiáé, amely már görög területeket kezdett elfoglalni. III. Ióannész császár szövetkezett a bolgárokkal, 1235-ben pedig közös erővel támadták meg a Latin Császárságot. Megpróbálták megostromolni Konstantinápolyt is, sikertelenül. 1237-ben II. Balduin elérte a nagykorúságot, de már egy meggyengült és elszegényedett ország uralkodója lett. Uralkodása alatt számtalan alkalommal járt Nyugat-Európában, hogy pénzt és támogatást szerezzen, sikertelenül. Olyan elkeseredett lépésekre kellett elszánnia magát, mint hogy eladta a konstantinápolyi nagypalota ólom tetőszerkezetét, egyetlen fiát, Fülöpöt pedig zálogba adta a velenceieknek, kölcsönért cserébe.
1247-re a nikaiaiak lényegében megszerezték a császárság majdnem összes európai birtokát is. 1259-ben, a pelagóniai ütközetben elért győzelmet követően VIII. Mikhaél császár előtt gyakorlatilag csak Konstantinápoly állt. Ezt bevenni azonban nem volt egyszerű feladat, a város hírhedt védművei és a latin seregek ereje miatt. Utóbbiakat sikeresen elvágta utánpótlási útvonaluktól, majd 1260-ban megkísérelte az ostromot. Egy foglyul ejtett lovag, akinek a háza a városon belül volt, arra vállalkozott, hogy kitárja a városkapukat az ellenség előtt. Mivel ez nem sikerült, a seregek inkább Galatát ostromolták meg, majd 1261-ben Genovával szövetkeztek.
1261 nyarán Alexiosz Sztrategopulosz hadvezér és 800 főből álló csapata a bolgár és a latin seregek vonulását megfigyelendő portyázott, amikor a fővárostól alig 50 kilométerre található Szülimbrinél megtudták a parasztoktól, hogy a teljes latin őrség és a velencei flotta elhagyta a várost, mert a nikaiai uralom alatt álló Dafnüzia szigetén fosztogattak. Sztrategopulosz habozott, hogy kihasználja-e a helyzetet, ugyanis félt attól, hogy ha túl korán érnek vissza a városba a seregek, akkor őket mind egy szálig lemészárolják, ráadásul erre parancsa sem volt a császártól. Végül úgy döntött, hogy nem szalasztja el a kínálkozó lehetőséget.
1261. július 24-ének éjszakáján Sztrategopulosz és seregei elrejtőztek egy kolostorban a Tavasz-kapunál. Pár emberét előreküldte egy titkos átjárón keresztül, akik aztán meglepték az őröket, kinyitották a városkaput és a nikaiai sereg akadálytalanul bejutott. A latinoknak minderről sejtelmük sem volt, a nikaiaiak pedig könnyűszerrel átvették a város irányítását. Ahogy a város elfoglalásának híre terjedni kezdett, a latinok, élükön II. Balduinnal, az Aranyszarv-öböl felé kezdtek el menekülni, hogy hajóval hagyják el Konstantinápolyt. Ezalatt Sztrategopulosz emberei felgyújtották a velenceiek part menti épületeit és raktárait, hogy ne tudjanak partraszállni. A velencei flotta ahhoz még idejében érkezett, hogy mindenkit ki tudjon menekíteni a még latin fennhatóság alatt álló részekre, de a város elveszett.
Mikhaél győzedelmesen vonulhatott be a városba és koronáztathatta magát újra bizánci császárrá. Még így is maradtak azonban olyan területek, amelyek a latinok birtokában maradtak, némelyik egész sokáig, a 17-18. századig is. Ezeket összefoglaló néven Frankokráciának nevezték, és jobbára apró szigetek voltak.
Balduin 1273-ban bekövetkezett haláláig viselte a császári címet, melyet aztán utódai is megtartottak, egészen 1383-ig. Tényleges hatalommal a cím csak 1333-1383 között bírt, amikor annak birtokosa volt az Akháj Fejedelemség ura is.

## Államszervezet és társadalom
A birodalmat nyugat-európai feudális princípiumok mentén kormányozták, a bizánci közigazgatás egyes elemeit megtartva. A császár mellett egy tanács állt, amelyet különféle bárók, valamint Velence küldötte és az ő hattagú tanácsa alkottak. Ennek a tanácsnak nagy szava volt a kormányzásban, különösen a régensségek idején, mert a régens csak az ő beleegyezésükkel uralkodhatott. Velence küldötte (podestà) pedig lényegében a császártól független entitás volt. Önálló hatalmat gyakorolt a velenceiek felett, és ebben számos hivatal segítette. Szerepe a nagykövet és az alrégens között állt, használhatta a "Romania Birodalma Egynegyed és Felének Kormányzója" címet, továbbá viselhette azt a vörös csizmát, amit máskülönben csak a császár hordhatott.
A latinok nem bíztak a görög bürokráciában, ezért első dolguk volt szétverni azt. Az eredmény katasztrofális volt, gyakorlatilag megbénult a gazdaság és a kereskedelem. Ezért a Latin Császárság szinte a megalakulásától kezdve a pápa segítségéért kellett hogy folyamodjon. Néhány évig nyereséges volt a Trákiából exportált gabona és szőrme kereskedelme, illetve Konstantinápoly, helyzetéből adódóan, busás jövedelmekre tehetett szert a kereskedelemből. Flandriai Henrik uralkodása alatt a birodalom még virágzott, de utódai kevéssé voltak alkalmasak az ország irányítására. Az 1230-as években Konstantinápolyban rendszeresen előfordult, hogy még a drasztikusan lecsökkent számú lakosság is éhezett. Egy idő után a legfőbb exportcikk a különféle vallási kegytárgyak és ereklyék voltak, azok eladogatásából tettek szert jövedelemre. II. Balduin például a töviskoronát adta el Franciaországnak.
A birodalom elitjét francia és velencei urak adták. Közülük került ki a császár, a bárók, az alacsonyabb rangú hűbérurak, de voltak köztük korábbi bizánci nemesek is. A lakosság túlnyomó többsége ortodox görög volt, a korábbi feudális tagoltsággal.
Vallási téren az ortodox hierarchiát felváltotta a latin rítus, de nem nyomták el. Kiépült a katolikus hierarchia, Konstantinápoly érsekének és a pápai legátusnak a felügyelete alatt, míg 1231-ben a két pozíciót egyesítették. Különféle rendek, mint a ciszterciek, a dominikánusok és a ferencesek is megjelentek. Az ortodoxok megtarthatták rítusaikat és szokásaikat, beleértve a papok nősülésének jogát, de a katolikus püspökök alá rendelték őket. Konstantinápoly érsekének pozíciója, amelyet latin pátriárkának is neveztek, 1261 után már csak címzetes maradt, pozícióját 1948-ig töltötték be, majd 1964-ben hivatalosan is megszűnt.

## Latin császárok (1204–1261)
| Uralkodó                        | Uralkodott                                            | Megjegyzés |
| ------------------------------- | ----------------------------------------------------- | --- |
| I. (Flandriai) Balduin (*1172)  | császár: 1204, †1205. június 11.                      | Régens: (1205–1206) Flandriai Henrik |
| Flandriai Henrik (*1174/76)     | császár: 1206, †1216. július 11.                      | Régens: (?–?) Theodórosz Branasz |
| Courtenay Péter (*1167)         | császár: 1216–1217, †1219                             | Régens: (1216–1217) Conon de Béthune |
| Flandriai Jolánta (*1175)       | császárnő: 1217. április 9., †1219. augusztus 24./26. | |
| Courtenay Róbert (*1201)        | császár: 1219, †1228. január                          | Régens: (1219–1220) Conon de Béthune (másodszor) Régens: (1220–1221) Giovanni Colonna Régens: (1227–1228) Courtenay Mária |
| II. (Courtenay) Balduin (*1217) | császár: 1228–1261, l. alább                          | Régens: (1228–1228) Courtenay Mária (folytatólagosan) Régens: (1228–1231) Narjot de Toucy Régens: (1237–1238) Anseau de Cayeux Régens: (1238–1239) Narjot de Toucy (másodszor) Régens: (1245–1247) Philippe de Toucy |
| Brienne-i János (*1170/75)      | társcsászár: 1229, †1237. március 27.                 | Jánost Narjot de Toucy régenssége idején választották meg társcsászárnak a bizánci hagyományok folytatásaként 1229-ben, kompenzálva, hogy veje, II. Frigyes német-római császár megfosztotta őt a Jeruzsálemi Királyság régensi címétől, de csak 1231-ben érkezett Konstantinápolyba, ahol rögtön meg is koronázták. Narjot de Toucy így addig töltötte be a régensséget, immár János nevében is, amíg János személyesen át nem vette a hatalmat. János lett az apósa II. Balduinnak, mikor feleségül vette a harmadik házasságából született lányát, Máriát. |

## Névleges latin császárok (1261–1383)
| Uralkodó                                                                                      | Uralkodott                                       | Megjegyzés |
| --------------------------------------------------------------------------------------------- | ------------------------------------------------ | ---------- |
| II. Baldvin (száműzetésben)                                                                   | névleges császár: 1261, †1273. október           |            |
| I. (Courtenay-i) Fülöp (* 1243)                                                               | névleges császár: 1273, †1283. december 15.      |            |
| I. (Courtenay-i) Katalin (* 1274. november 25.)                                               | névleges császárnő: 1283, †1308. január 2.       |            |
| I. (Valois) Károly (* 1270. március 12.)                                                      | névleges császár: 1301–1308, †1325. december 16. |            |
| II. (Valois) Katalin (* 1301. november)                                                       | névleges császárnő: 1308, †1346. szeptember 20.  |            |
| II. (Tarantói) Fülöp (* 1278. november 10.)                                                   | névleges császár: 1313, †1331. december 26.      |            |
| II. (Tarantói) Róbert (* 1319/1326)                                                           | névleges császár: 1346, †1364. szeptember 10.    |            |
| III. (Tarantói) Fülöp (* 1329)                                                                | névleges császár: 1364–1373, †1374. november 25. |            |
| I. (Baux-i) Jakab (*1353)                                                                     | névleges császár: 1373, †1383. július 7.         |            |
| Jakab végakaratában I. (Anjou) Lajosra hagyta a címét, de Lajos és utódai sohasem használták. |                                                  |            |

## Forráshivatkozások
1. ↑  Hendrickx, Benjamin (2015). „Les duchés de l’Empire latin de Constantinople après 1204 : origine, structures et statuts”. Revue belge de Philologie et d'Histoire 93 (2), 303–328. o. DOI:10.3406/rbph.2015.8837.
2. ↑  Hendrickx, Benjamin (2015). „Les duchés de l’Empire latin de Constantinople après 1204 : origine, structures et statuts”. Revue belge de Philologie et d'Histoire 93 (2), 303–328. o. DOI:10.3406/rbph.2015.8837.
3. ↑  Hendrickx, Benjamin (2015). „Les duchés de l’Empire latin de Constantinople après 1204 : origine, structures et statuts”. Revue belge de Philologie et d'Histoire 93 (2), 303–328. o. DOI:10.3406/rbph.2015.8837.